# Jacqueline Roque
Jacqueline Roque, née le 24 février 1926 dans le 14e arrondissement de Paris et morte le 15 octobre 1986 à Mougins, est la dernière femme et égérie de Pablo Picasso, succédant à Françoise Gilot. 
Elle se suicide en 1986.

## Biographie
Jacqueline Roque a été mariée avec l'ingénieur André Hutin, avec qui elle a une fille, Catherine Hutin-Blay. Après sa naissance, le couple part en Afrique mais se délite et Jacqueline revient en France avec sa fille.
Elle rencontre Pablo Picasso en 1952. Il a soixante-douze ans, elle en a vingt-six. L'artiste est dans un moment de tension avec Françoise Gilot qui vient de partir avec leurs deux enfants Claude et Paloma. Jacqueline Roque travaille chez Madoura, le céramiste avec lequel Picasso collabore depuis 1946. Elle incarne aux yeux de l'artiste vieillissant la beauté parfaite des femmes espagnoles, celles aux mantilles de son enfance. Ils se marient en 1961 à Vallauris, et Jacqueline veille sur les dernières années de Picasso, jusqu'à sa mort en 1973.
Elle hérite de la plus grande partie des œuvres de Picasso, de sa maison Notre-Dame-de-Vie à Mougins et du château de Vauvenargues. Par la suite, elle sombre dans la dépression et l'alcool. Jacqueline Roque-Picasso se suicide le 15 octobre 1986 par arme à feu. Elle est enterrée à sa demande aux côtés de Picasso dans le parc du château de Vauvenargues.
Sa fille, avec qui les rapports étaient difficiles et qui travaillait comme secrétaire au Matin de Paris puis à L'Événement du jeudi, hérite de sa fortune.